# VfR 19 Limburg
Der VfR 19 Limburg (offiziell: Verein für Rasensport 1919 Limburg e.V.) ist ein Sportverein aus Limburg an der Lahn. Die erste Fußballmannschaft spielte drei Jahre in der damals viertklassigen Oberliga Hessen, während die erste Basketballmannschaft ein Jahr in der 2. Basketball-Bundesliga spielte. 

## Geschichte
Der Verein wurde am 7. Juni 1919 als Rasensport 19 Limburg gegründet und nahm zwei Jahre später den heutigen Namen an. Der VfR 19 Limburg ist nicht zu verwechseln mit dem Lokalrivalen VfR 07 Limburg. Der VfR 19 ist auf der nördlichen Lahnseite beheimatet, wo er 1953 die bis heute betriebene Lahnkampfbahn als Sportstätte erhielt.

### Fußball
Bis weit in die 1970er Jahre stand der VfR 19 Limburg sportlich im Schatten des VfR 07 Limburg. Unterstützt vom Gewerkschafter und späteren Staatssekretär Karl-Winfried Seif gelang im Jahr 1985 der Aufstieg in die Landesliga Hessen-Mitte. Vier Jahre später wurde die Mannschaft Vizemeister hinter dem SV Wehen. Im Jahr 1994 wurden die 19er Landesligameister und stiegen in die Oberliga Hessen auf. Zwei Jahre hielt sich die Mannschaft im Mittelfeld der Oberliga. Finanzielle Probleme führten dazu, dass die Mannschaft vor der Saison 1996/97 auseinanderbrach. Mit nur zwei Siegen und 114 Gegentoren wurde der VfR 19 Tabellenletzter. Es folgte der freiwillige Rückzug in die Bezirksliga.
Im Jahr 1999 wurde die Fußballabteilung aufgelöst. Erst im Jahr 2007 traten die 19er wieder mit einer Mannschaft an, die in der Kreisliga C starten musste. Zwischenzeitlich bis in die Kreisliga A aufgestiegen trat der VfR 19 im Jahr 2012 in der Kreisliga B an. Inzwischen spielt der Verein mehrere Jahre in der Kreisliga C. Mit Michael Blättel, Norbert Hönnscheidt und Oliver Posniak spielten drei Ex-Profis für die 19er.

### Basketball
Die Basketballer des VfR 19 Limburg treten seit 2012 unter dem Namen EVL Baskets Limburg an. In der Saison 1997/98 spielte der VfR 19 in der 2. Bundesliga. Nach einer sportlichen Talfahrt erreichte die Mannschaft im Jahr 2012 nach vier Aufstiegen in Folge die viertklassige 1. Regionalliga Südwest. Während dieser Aufstiegsserie blieb die Mannschaft zwei Jahre ohne Niederlage. Im Juni 2015 gliederte sich die Basketball-Abteilung aus dem VfR 19 Limburg aus und gründete den Verein Baskets Limburg.